# 트리 회전

일반적인 트리 회전

트리 회전 또는 트리 로테이션(tree rotation)은 이산수학에서 요소의 순서를 방해하지 않고 구조를 변경하는 이진 트리에서의 작업이다. 트리 회전은 트리에서 한 노드를 위로 이동하고 한 노드를 아래로 이동한다. 이는 트리의 모양을 변경하는 데 사용되며, 특히 작은 하위 트리를 아래로 이동하고 큰 하위 트리를 위로 이동하여 높이를 줄여 많은 트리 작업의 성능을 향상시키는 데 사용된다.
회전 방향의 정의에 대한 다양한 설명에는 불일치가 있다. 어떤 사람들은 회전 방향이 회전 시 노드가 이동하는 방향을 반영한다고 말하는 반면(부모 위치로 회전하는 왼쪽 하위 트리는 오른쪽 회전이다), 다른 사람들은 회전 방향이 어떤 하위 트리가 회전하는지(왼쪽 하위 트리가 상위 위치로 회전하는 것을 반영한다고 말한다) 상위 위치는 왼쪽 회전이며 전자와 반대이다.)

## 같이 보기
- AVL 트리, 레드-블랙 트리, 스플레이 트리: 밸런스를 유지하기 위해 회전을 이용하는 이진 탐색 트리 자료 구조의 일종
- 결합법칙